# Trachyandra capillata
Trachyandra capillata är en grästrädsväxtart som först beskrevs av Karl von Poellnitz, och fick sitt nu gällande namn av Anna Amelia Obermeyer. Trachyandra capillata ingår i släktet Trachyandra och familjen grästrädsväxter.
Artens utbredningsområde är KwaZulu-Natal. Inga underarter finns listade i Catalogue of Life.